# 小倉貴久子

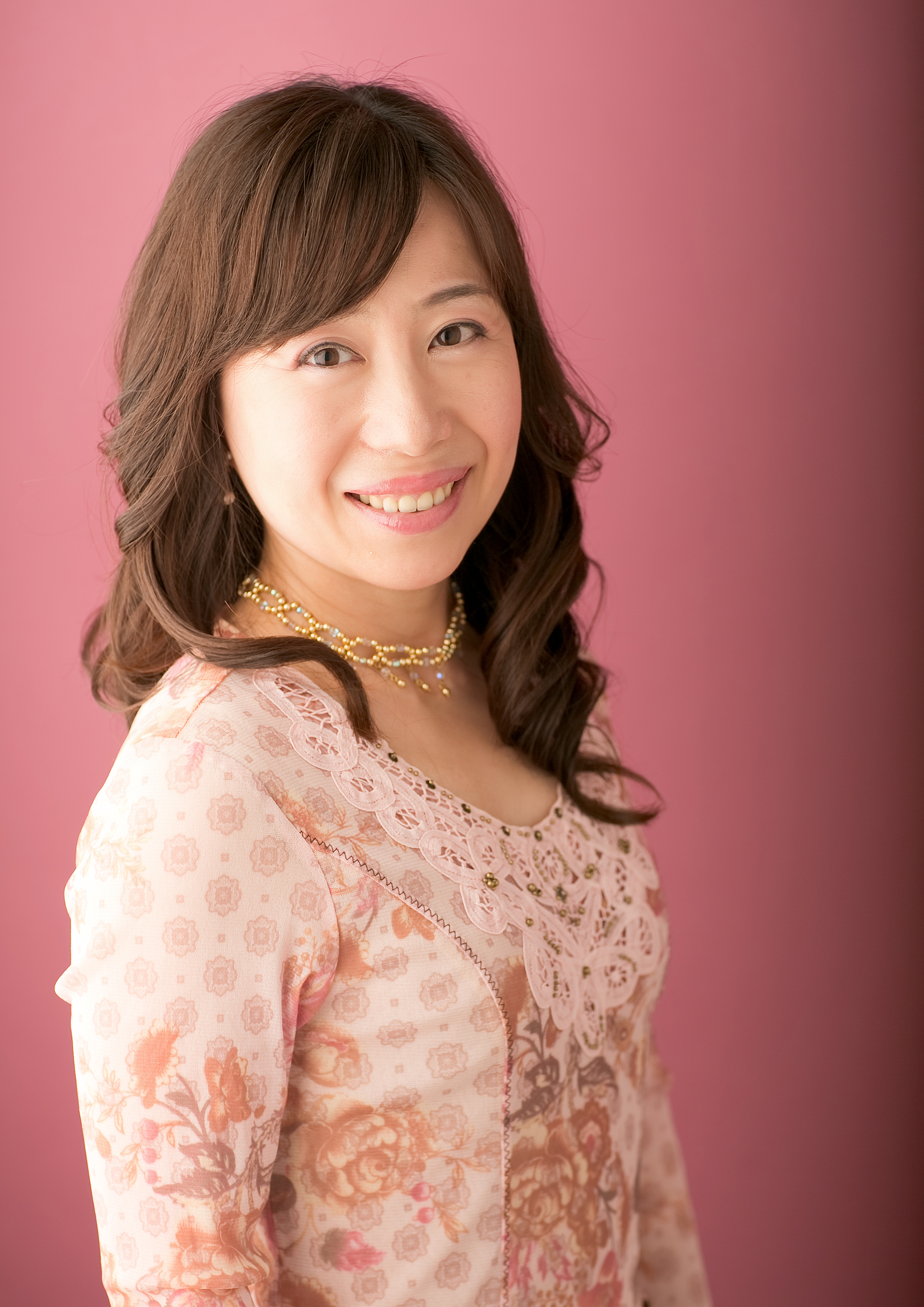
小倉貴久子

小倉 貴久子（おぐら きくこ、1967年9月15日 - ）は、日本を代表するフォルテピアノ奏者のひとり。岩手県一関生まれ。東京藝術大学を経て同大学大学院ピアノ科修了。アムステルダム音楽院を特別栄誉賞"Cum Laude"を得て首席卒業。
1995年、ブルージュ国際古楽コンクールのフォルテピアノ部門において第1位と聴衆賞を受賞したことをきっかけに、その名はより一層広く知られることとなった。バロックから現代までに至るきわめて幅広いレパートリーをもち、ソロのみならずアンサンブルも含めた多彩なコンサート活動を展開している。東京藝術大学古楽科非常勤講師、東京音楽大学講師（2021～）。
2013年の《輪舞（ロンド）〜モーツァルトの輝き〜》の他、これまで50点以上以上のCDをリリースし、その多くが推薦盤・特選盤に選ばれる。
2018年から「フォルテピアノ・アカデミー SACLA」を主宰し、アカデミックな場だけでなく開かれた場で、フォルテピアノはじめ歴史的な鍵盤楽器と、それぞれの楽器の時代背景を踏まえた音楽に触れる機会を提供している。

## 受賞
- 第3回日本モーツァルト音楽コンクール ピアノ部門第1位
- 1993年ブルージュ国際古楽コンクール アンサンブル部門第1位
- 1995年ブルージュ国際古楽コンクール フォルテピアノ部門第1位および聴衆賞
- 平成24年度文化庁芸術祭レコード部門〈大賞〉（CD《イギリス・ソナタ》）
- 2017年度第30回ミュージック・ペンクラブ音楽賞【独唱・独奏部門賞】授賞
- 2018年ENEOS音楽賞洋楽部門（奨励賞）
- 令和３年度「下總皖一音楽賞」

## コンサート・アカデミー
『音楽の玉手箱』…小倉貴久子の室内楽シリーズ。様々な編成で、知られざる作品を積極的に取り上げ、テーマを持ち、かつバラエティー豊かな楽しめるコンサート
『ベートーヴェンをめぐる女性たち』…ピアノを弾きながら女性に愛を語ったベートーヴェン。プライベートな心情が告白されているピアノ音楽の成立には女性の影が色濃く投影されている。ベートーヴェンと関係の深い女性にスポットをあてたシリーズコンサート
『パトロンシリーズ』…生活面だけでなく、精神的にも深い関わりをもって作曲家をサポートしたパトロンの功績を讃えつつ芸術作品の真髄に迫るシリーズコンサート
『モーツァルトの生きた時代』… 2002年秋から始まったシリーズ。『～～の生きた時代』演奏会では、有名作曲家を取り巻く環境を探りつつ、当時の空気までを再現しようと試みている
『モーツァルトの世界』…2004年、【ソロ】【室内楽】【コンチェルト】と３つの形態からモーツァルトの魅力に迫った。第一生命ホールで催された公演
『モーツァルトのクラヴィーアのある部屋』…2012〜19年にわたって繰り広げられたモーツァルトと同時代の作曲家に焦点を当てたコンサート。毎回演奏家ゲストを迎え、近江楽堂と第一生命ホールで行われた。
などのシリーズを展開する一方、ソロ、室内楽、協奏曲などバロックから近現代まで幅広いレパートリーで活躍。
2012年から、モーツァルトと彼にゆかりのある作曲家の作品をとりあげるシリーズコンサート「小倉貴久子の《モーツァルトのクラヴィーアのある部屋》」を開催。同シリーズは2019年12月の第40回公演をもって終了。2020年11月より、新シリーズ「小倉貴久子《フォルテピアノの世界》」を開催している。当シリーズでは「さまざまな時代や地域で生まれた作品を、当時のフォルテピアノで楽しいトークとともにお届けします！」と銘打って、より幅広い時代のフォルテピアノや同時代に演奏された鍵盤楽器（チェンバロ・タンゲンテンフリューゲル・クラヴィコード等）を用いて、独奏や室内楽の公演を展開している。
2018年7月より『フォルテピアノ・アカデミー』をさいたま市で開催。2022年には第４回を数え続行中。

## ディスコグラフィ
- 「うぐいす」　米良 美一 日本を歌う
- ベートーヴェン　「テンペスト」
- ファンタジー　［ウィーンのモーツァルト］
- モーツァルト　クラヴィーアとヴァイオリンのためのソナタ集 Vol.1
- モーツァルト／ベートーヴェン　管楽器とクラヴィーアのための五重奏曲
- ピアノ発明者 クリストーフォリのグラヴィチェンバロ コル ピアノ エ フォルテ
- ベートーヴェン　「月光」幻想曲風ソナタ／クラヴィーア作品集
- メンデルスゾーン　ヴァイオリン・ソナタ全集
- コジェルフ　クラヴィーア作品集
- 浜松市楽器博物館 コレクションシリーズ ４  フォルテピアノ
- 浜松市楽器博物館 コレクションシリーズ ５  クリストーフォリ・ピアノ
- 浜松市楽器博物館 コレクションシリーズ ７  舞踏への勧誘 ～ウィーンの音 ワルター・ピアノ～
- ソナチネ・アルバム
- 浜松市楽器博物館 コレクションシリーズ ９  ショパン ピアノ協奏曲第1番 室内楽版（プレイエル・ピアノ）
- 浜松市楽器博物館 コレクションシリーズ 10  ノクターン ～ショパンの愛したプレイエル・ピアノ～
- 浜松市楽器博物館 コレクションシリーズ 14  ベートーヴェン ピアノ協奏曲第4番 室内楽稿
- 浜松市楽器博物館 コレクションシリーズ 15  月光／春 ～ワルター・ピアノと弦によるベートーヴェンの輝き～
- 浜松市楽器博物館 コレクションシリーズ 16  シューマン夫妻の室内楽
- 浜松市楽器博物館 コレクションシリーズ 18  ナチュラルホルン ～自然倍音の旋律美と素朴な力強さ～
- 浜松市楽器博物館 コレクションシリーズ 20  麗しきメンデルスゾーン ～歌の翼に～
- ジュスティーニ 12のソナタ集 ～ピアノ音楽の幕開け～
- 浜松市楽器博物館 コレクションシリーズ 21  夢 ～トロイメライ～
- 若きメンデルスゾーン、ニ短調の魅力  桐山建志と仲間たちによるアンサンブル ＆ 小倉貴久子
- DVD  プレイエルのピアノ　PLEYEL PIANO  浜松楽器博物館レクチャーコンサート ライブ映像より
- 浜松市楽器博物館 コレクションシリーズ 27  シューベルティアーデ ～ピアノ五重奏曲《ます》～
- 浜松市楽器博物館 コレクションシリーズ 28  ショパン＆リスト エチュード集
- 浜松市楽器博物館 コレクションシリーズ 29  月の光 ～エラールピアノとフランスのうた～
- 浜松市楽器博物館 コレクションシリーズ 30  ラ・カンパネラ ～エラールピアノ、音の世界～
- 浜松市楽器博物館 コレクションシリーズ 31  ラ・ヴァルス ～華麗なるデュオ・ピアノの芸術～
- 浜松市楽器博物館 コレクションシリーズ 35  ショパン ピアノ協奏曲第２番 室内楽版 ～プレイエル・ピアノと弦楽五重奏による～
- オーディオ・ベーシック 2012 SPRING vol.62  ライブ録音！室内楽で楽しむモーツァルト「ピアノ協奏曲」
- 浜松市楽器博物館 コレクションシリーズ 38  イギリス・ソナタ ～ブロードウッド・ピアノ 新世紀の響き～
- 浜松市楽器博物館 コレクションシリーズ 45  ベートーヴェン：チェロとクラヴィーアのための作品全集Ⅰ
- 浜松市楽器博物館 コレクションシリーズ 46  ベートーヴェン：チェロとクラヴィーアのための作品全集Ⅱ
- 輪舞（ロンド）～モーツァルトの輝き～
- ヒンデミット：ヴァイオリン＆ヴィオラ・ソナタ集 作品11 他  桐山 建志 ＆ 小倉貴久子
- 浜松市楽器博物館 コレクションシリーズ48  森の響き ～ドイツ後期ロマン派・ブラームスの魅力～
- 浜松市楽器博物館 コレクションシリーズ52  スクエアピアノとイギリス家庭音楽の愉しみ
- 浜松市楽器博物館 コレクションシリーズ53  美しいアップライトピアノ ～連弾の悦び～
- 浜松市楽器博物館 コレクションシリーズ54  クラヴィーアの国「ウィーン」モーツァルト＆フンメル
- 星の冠 Sternbild ～ロベルト ＆ クララ シューマン～
- アルルの女 ～プレイエル・ピアノによる ビゼー ピアノ作品集
- J.C.バッハとW.A.モーツァルトのクラヴィーア協奏曲
- バッハ 無伴奏ヴァイオリンのためのソナタとパルティータ シューマンとメンデルスゾーンによるピアノ伴奏付
- 浜松市楽器博物館 コレクションシリーズ58　ベートーヴェンBEST
- ベートーヴェン：ハンマークラヴィーア

他

## 著書
- カラー図解『ピアノの歴史（CD付き）』（河出書房新社）
- 共著『よくわかるピアニスト呼吸法』（ヤマハミュージックメディア）
- 『すぐわかる！4コマピアノ音楽史 上下巻』（ヤマハミュージックメディア）

## 校訂譜
- 『ジュスティーニ：12のソナタ集 第１、２巻』（カワイ出版）
- 『ソナチネ音楽帳〔古典派前期・後期〕』（音楽之友社）
- 『キーボードで弾く バロック名曲集』（カワイ出版）